# Eutettigidea lineata
Eutettigidea lineata är en insektsart som först beskrevs av Bruner, L. 1910.  Eutettigidea lineata ingår i släktet Eutettigidea och familjen torngräshoppor. Inga underarter finns listade i Catalogue of Life.